# Berthold Otto Havenstein
Berthold Otto Havenstein (* 4. September 1867 in Kirchberg (Hunsrück); † 22. Juli 1945 in Coburg) war ein deutscher Kommunalpolitiker. Er war von 1906 bis 1930 Stadtoberhaupt von Oberhausen.

## Leben

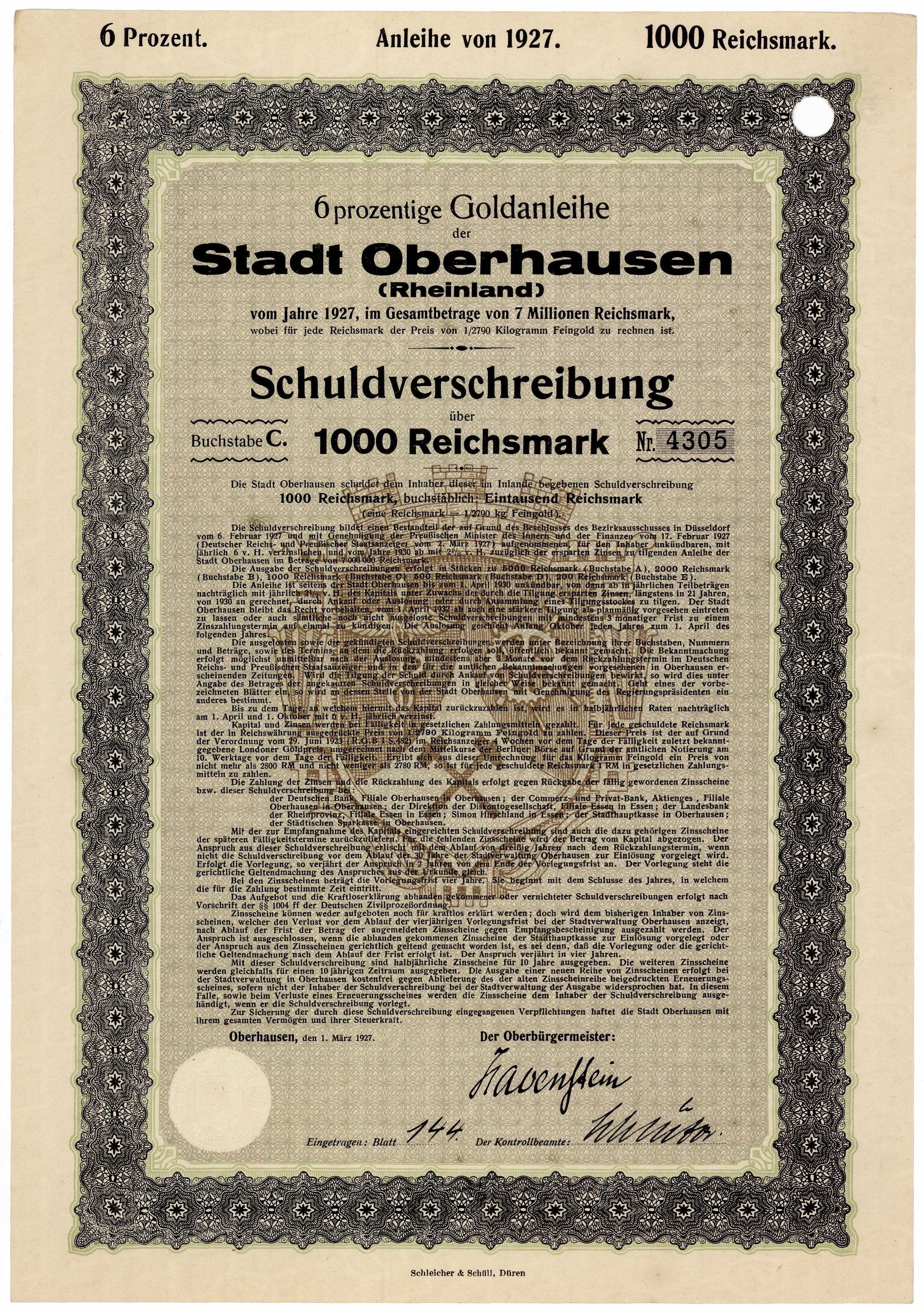
Goldanleihe über 1000 RM der Stadt Oberhausen vom 1. März 1927 mit Unterschrift von Oberbürgermeister Havenstein

Otto Havenstein wurde als Sohn des Kirchberger Bürgermeisters Michael Friedrich Havenstein (1833–1879) geboren und wuchs im Hunsrück und in Barmen auf. Er legte 1888 das Abitur ab und studierte er Rechts- und Staatswissenschaften an den Universitäten in Bonn und München. In Bonn wurde er Mitglied des Medizinisch-Naturwissenschaftlichen Vereins (ab 1929 Landsmannschaft Markburgia). Im Jahr 1891 wurde er Gerichtsreferendar und nach der zweiten juristischen Staatsprüfung im Jahr 1896 Gerichtsassessor. Er trat er in die Barmer Stadtverwaltung ein, wurde 1898 Zweiter Bürgermeister in Forst (Lausitz) und 1903 Stadtrat in Breslau.
Havenstein bekleidete ab dem 18. August 1906 das Amt des Bürgermeisters von Oberhausen. Im Zuge der Eingemeindung von Alstaden sowie von Teilen von Dümpten und Styrum führte er ab dem 19. April 1910 die Amtsbezeichnung Oberbürgermeister. Von 1913 bis 1920 gehörte er auch dem Provinziallandtag der Rheinprovinz an. Während des Ersten Weltkriegs diente er vom Herbst 1914 bis 1917 im Militärverwaltungsdienst.
Nach der Ruhrbesetzung 1923 wurde Havenstein am 9. Februar 1923 von der französischen Besatzungsmacht verhaftet und wegen Unterstützung des passiven Widerstands von einem Kriegsgericht zu drei Jahren Haft verurteilt sowie ausgewiesen. Nach dem Abzug der Besatzungstruppen 1925 konnte er seine Amtsgeschäfte wieder aufnehmen.  In der Auseinandersetzung um die Kommunale Neugliederung im Ruhrgebiet von 1929 nahm er die entscheidenden Weichenstellungen für die Zusammenlegung der Stadtkreise Oberhausen an der Ruhr, Osterfeld und Sterkrade zum neuen Stadtkreis Oberhausen (Rheinland) und damit zur Entwicklung des heutigen Oberhausens vor. Am 2. Februar 1930 wurde er in den Ruhestand versetzt.
Am 25. Februar 1930 wurde Havenstein zum Ehrenbürger der Stadt Oberhausen ernannt.